# Dominio (Star Trek)
Nell'universo fantascientifico di Star Trek, il Dominio è un impero del Quadrante Gamma della galassia con cui la Federazione è stata in guerra (la Guerra del Dominio, nella serie Star Trek - Deep Space Nine).

## Struttura
Il potere nel Dominio risiede nelle mani dei Fondatori, una razza di mutaforma (loro preferiscono la parola "cambianti") che esercita un controllo sia sul popolo dei Vorta che su quello dei Jem'Hadar. I Vorta sono i burocrati del Dominio, mentre i Jem'Hadar costituiscono la forza bellica, e sono stati creati geneticamente con un enzima mancante nel sangue, in modo tale da essere tenuti sotto controllo con la somministrazione di una droga sintetica, il Ketracel Bianco, senza la quale soffrono e muoiono. Entrambe le razze sono state ottenute dai Fondatori per mezzo dell'ingegneria genetica e sono programmate per considerare questi ultimi come divinità.
Nella sua lunga storia il Dominio ha conquistato praticamente tutto il quadrante Gamma. I popoli conquistati ricevono ordini dai Vorta i quali li ricevono dai Fondatori (questi ultimi però preferiscono non mostrarsi, tanto che molti li considerano un mito).
Il Dominio appare sul finire della seconda stagione nell'episodio I Jem'Hadar della serie Star Trek: Deep Space Nine e si presenta come una minaccia per tutto quello che viene definito il quadrante Alfa. Durante la guerra il Dominio si unirà in alleanza con i Cardassiani, un'altra razza dell'universo di Star Trek, presente sul quadrante Alfa, da sempre in attrito con la Federazione Unita dei Pianeti.

## Storia del Dominio
Il Dominio fu fondato diverse migliaia di anni prima dei fatti di Star Trek: Deep Space Nine dai Fondatori, che stanchi di essere perseguitati dai solidi (così i mutaforma chiamano le razze non cambianti) decisero che l'unico modo per sopravvivere ai solidi era quello di dominarli. Dotati di un innato senso dell'ordine e della razionalità, i mutaforma crearono geneticamente i Jem'Hadar per farne i soldati del dominio ed inoltre fecero evolvere geneticamente la razza dei Vorta, in origine simile ai lemuri, sino a farne dei capaci e subdoli burocrati al servizio del loro impero.
I Fondatori si stabilirono sul loro pianeta natale fusi assieme nel Grande Legame.
Dopo migliaia di anni il Dominio prese il controllo di quasi tutto il quadrante Gamma, finché la scoperta del tunnel spaziale tra i quadranti Alfa e Gamma non li fece giungere nel quadrante Alfa, dove finirono per scontrarsi con la Federazione Unita dei Pianeti.
La guerra che ne derivò finì per coinvolgere tutto il quadrante Alfa e, dopo alterne vicende, fu vinta dalla Federazione e dai suoi alleati Klingon e Romulani.
Il Dominio subì la prima sconfitta della sua storia millenaria e venne ricacciato nel quadrante Gamma.
Nel 2401 in seguito agli eventi narrati nella terza stagione di Star Trek: Picard si scopre che, in seguito alla sconfitta, il Dominio subì una scissione: una fazione terroristica dei Fondatori non accettò gli accordi di resa e si organizzò per cercare rivalsa sulla Federazione.

## Specie
Le specie che compongono il Dominio sono tre e provengono tutte dal Quadrante Gamma.

### Dominio
- Fondatori (in inglese Founders, detti anche Mutaforma o Cambianti.
Sono una specie originaria della Nebulosa di Omarion, nel Quadrante Gamma, centro di comando del Dominio. La loro collettività rappresenta il centro di comando del Dominio.
- Jem'Hadar
Sono una specie frutto dell'avanzata ingegneria genetica dei Fondatori. I Jem'Hadar hanno il ruolo di forza militare all'interno del Dominio. Ogni soldato Jem'Hadar diviene in grado di combattere dopo appena tre giorni dalla gestazione in una sorta di incubatrice e possiede l'abilità di occultarsi come un camaleonte. Come i Vorta, la loro lealtà assoluta nei confronti dei Fondatori è geneticamente scritta in loro. Non hanno la capacità di riprodursi autonomamente e in più sono fisicamente dipendenti da una droga sintetica detta Ketracel Bianco, la cui erogazione è controllata direttamente dal Dominio.
- Vorta
Sono stati creati ingegneristicamente dai Fondatori per servire il Dominio in qualità di comandanti di campo, amministratori, scienziati e diplomatici. I Vorta non si riproducono, ma una volta morto un esemplare Vorta, questi viene clonato infondendogli la memoria di tutti i suoi cloni precedenti.

### Alleati
- Cardassiani
- Breen